# Prix Alexander-Sacher-Masoch
Le prix Alexander-Sacher-Masoch (Alexander-Sacher-Masoch-Preis) est un prix littéraire délivré par la maison de la Littérature de Vienne. Il est doté de 7 500 euros. 
Ce prix destiné à de jeunes écrivains autrichiens a été créé en 1994 par la veuve de l'écrivain Alexander Sacher-Masoch (1901–1972). Il est initialement décerné tous les trois ans mais cette périodicité n'est plus tenue.

## Lauréats
- 1994 : Robert Menasse
- 1997 : Elfriede Czurda
- 2000 : Kathrin Röggla
- 2006 : Grazer Autorinnen und Autorenversammlung
- 2012 : Doreen Daume (prix de traduction)